# Лондон, Артур
Артур Лондон (чеш. Artur London; 1 февраля 1915 года, Острава — 8 ноября 1986 года, Париж) — чехословацкий коммунистический политик, один из обвиняемых в процессе Сланского в 1952 году.

## Биография
Был четвёртым из пяти детей в еврейской семье в моравской Остраве. Его отец Эмиль Лондон был чернорабочим и одним из основателей Коммунистической партии Чехословакии. Под влиянием отца с раннего возраста включился в деятельность коммунистической молодёжи. Впервые Артур был заключён в тюрьму в возрасте четырнадцати лет, а затем снова через три года.
Провёл 1934—1937 годы в Москве, сотрудничал в молодёжной секции Коминтерна, в 1935 году женился на французской комсомолке, стенографистке Лизе Риколь. В марте 1937 года во время Гражданской войны в Испании отправился для помощи интербригадам в Барселону, где работал в SIM (Службе военной информации) — разведывательной службе испанских республиканцев. Находился исключительно в тылу, а не на фронте, с июля 1938 года был членом отдела кадров ЦК Коммунистической партии Испании.
После поражения республиканцев бежал во Францию. Во время Второй мировой войны был активным участником французского сопротивления, в 1942 году был арестован нацистами и отправлен в концлагерь Маутхаузен (его жена была задержана в том же году и заключена в лагерь Равенсбрюк в 1944 году). Заключённой паре удалось выжить и после войны остаться во Франции, где Артур Лондон устроился в посольстве Чехословакии.
Из-за рецидива туберкулёза он в 1947 году поправлял подорванное здоровье в Швейцарии, но вскоре французская и швейцарская пресса заклеймила его агентом Коминформа, и ему было отказано во французской въездной визе. В конце 1948 года он переехал с семьёй обратно в Прагу, где стал ведущей фигурой в Коммунистической партии Чехословакии и был назначен заместителем министра иностранных дел Владимира Клементиса.
В 1951 году был арестован и стал обвиняемым вместе с Рудольфом Сланским; процесс Сланского стал одним из нескольких показательных процессов против восточноевропейских коммунистов того времени. Был обвинён в сионизме, троцкизме и титоизме, дал признательные показания. Был приговорён к пожизненному заключению.
После суда над Сланским Лондон сотрудничал с властями и выступал в качестве ведущего свидетеля в других политических процессах против чехословацких коммунистов, таких как Эдуард Гольдштюкер, Йозеф Павел, Освальд Заводский, Густав Гусак, Отакар Громадко и других.
В 1955 году был освобождён. После реабилитации в 1963 году вместе с женой переехал во Францию. В 1963 году в Лондоне опубликовал книгу «Espagne» о гражданской войне в Испании.
Совместно с женой написал книгу «L’Aveu» («Признание», 1968) — автобиографический отчёт об испытаниях во время Пражского процесса. Английский перевод «Признания», выполненный Аластером Хэмилтоном, вышел в 1968 году в США и в 1970 году в Великобритании под названием «On Trial» («На суде»). Хотя основные обвиняемые были старше Лондона, он получил всемирную известность, написав эту книгу. По книге в 1970 году Коста-Гаврас снял фильм «Признание» с Ивом Монтаном и Симоной Синьоре в главных ролях. Крис Маркер снял «On vous parle de Prague: Le deuxième procès d’Artur London» («Речь идет о Праге: второй суд над Артуром Лондоном») — документальную ленту о создании этого фильма.
В 2002 году вышел документальный фильм «Суд в Праге» Сузаны Юстман (83 мин.) с участием Лиз Лондон.
Умер в Париже в 1986 году в возрасте 71 года; Лиз Лондон умерла там же в 2012 году в возрасте 96 лет; оба похоронены на участке ФКП на кладбище в Иври-сюр-Сен.